# Sun Ben
Sun Ben (chinesisch 孫賁), Großjährigkeitsname Boyang (伯陽; * 172; † 208), war ein General unter Sun Jian und dessen Nachfolgern zur Zeit der Drei Reiche im alten China.
Er war der ältere Sohn von Sun Jians Zwillingsbruder Sun Qiang (孫羌, Hofname Shengtai 聖台) und kämpfte ab 190 mit seinem Onkel gegen Dong Zhuo. Nach Sun Jians Tod übernahm er einen Teil von dessen Truppen und diente zusammen mit seinem Vetter Sun Ce dem Warlord Yuan Shu. Bei der Eroberung des Wu-Territoriums folgte er ihm ebenfalls und diente ab 200 Sun Quan. Nach der Schlacht von Chibi erkrankte er und starb.
Sun Ben hinterließ fünf Söhne, von denen viele ihrem Vater als Generäle alle Ehre machten. Eine seiner Töchter heiratete Cao Caos Sohn Cao Zhang.